# Hugo Tamm
Hugo Petrus Percival Tamm (i riksdagen kallad Tamm i Fånö), född 29 juni 1840 i Foss församling, Göteborgs och Bohus län, död 4 oktober 1907 i Löts församling, Uppsala län, var en svensk godsägare och en av grundarna av Allmänna Valmansförbundet, sedermera Moderaterna, vars partiledare han blev 1907 och var till sin död samma år. Han var far till jägmästaren och politikern Gustaf Tamm och till ingenjören Percy Tamm.

## Biografi

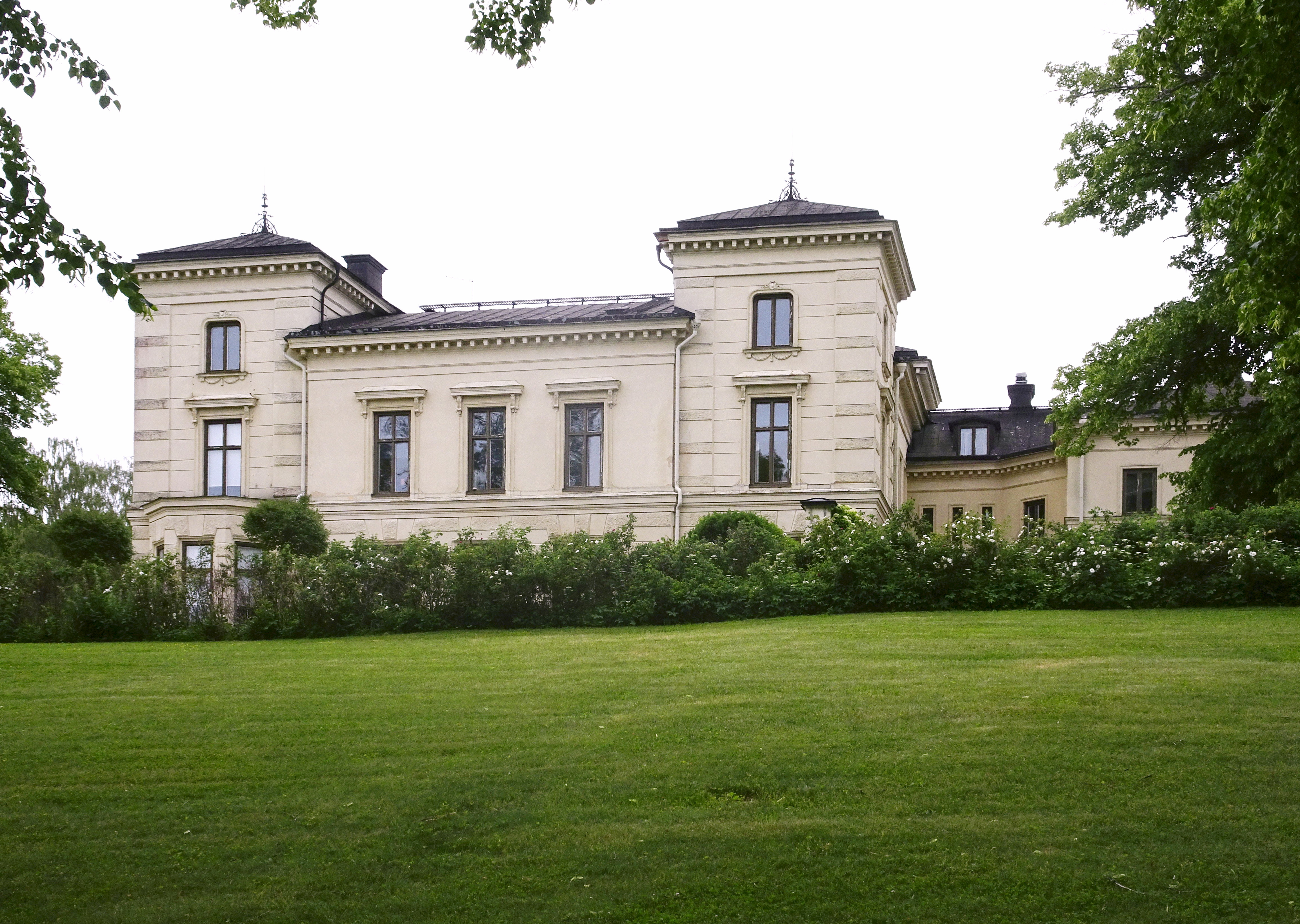
Fånö 2018.

Hugo Tamms far var löjtnanten Carl Sebastian Tamm, som avled i Tyskland redan 1842 och begravdes i Elgersburg i Sachsen. Han efterlämnade förutom sonen Hugo en 21-årig änka, Sofia Tamm, född Lamberg (1820–1895), 1846 omgift med Theodor Ankarcrona och efter skilsmässa med Carl von Bergen. Tamm blev student vid Uppsala universitet 1859 och tog juridisk preliminärexamen 1865. Därefter ägnade han sig åt skötseln av sitt gods Fånö samt sina stora intressen i ett flertal bruksföretag som Österbybruk, Iggesunds bruk och Husqvarna.
Hugo Tamm gifte sig 1868 med friherrinnan Thérèse af Ugglas, som avled 7 januari 1881, och andra gången 1884 med Maria Unonius, dotter till tullförvaltaren Gustaf Unonius i Grisslehamn; hon avled 1935.
Tamm var starkt humanitärt och religiöst orienterad och intog en framskjuten ställning i många sociala och etiska reformrörelser inom och utom landet. Han var verksam mot reglementerad prostitution som medlem av Svenska Federationen och mot människohandel som medlem i Vaksamhet.
Han var moderat konservativ, men i politiskt hänseende mycket självständig; han tillhörde senare moderata partiet i första kammaren, men ville formellt ej inta en ledande ställning. Under sina sista år medverkade han kraftigt vid tillkomsten av Allmänna valmansförbundet 1904 och för genomförandet av proportionalismen.
Tamm var ledamot av första kammaren 1885–1893. Eftersom han var frihandlare omvaldes han inte av det protektionistiska landstinget i Uppsala län utan av Jämtlands län, och satt ytterligare mellan 1894 och 1907 i kammaren. Han var ledamot av Statsutskottet 1886–1907, ordförande där 1901, 1904–1907 och spelade som sådan en högst betydande roll. Vid första och andra urtima riksdagen 1905 var han ledamot av Särskilda utskotten. Han avböjde erbjudanden, som till exempel att bli statsminister efter Erik Gustaf Boströms avgång i april 1905, att inträda i Kunglig Majestät. Som ledamot av flera kommittéer gjorde han ett frenetiskt arbete.
Han ligger begraven på Löts kyrkogård sydost om Enköping.